# Vinblastin
Vinblastin je zdravilo proti raku, ki zavira jedrno delitev (mitozo). Uporablja se pri različnih vrstah raka, vključno z limfomi, drobnoceličnim pljučnim rakom, rakom dojke, rakom glave in vratu in rakom na modih.

## Zgodovina
Vinblastin sta iz rožnatega zimzelena prva izolirala Robert Noble in Charles Thomas Beer. Njegovo protitumorsko delovanje so prvič odkrili, ko so nadrobljeno rastlino uporabili za čaj. Uživanje tega čaja je povzročilo levkopenijo (znižanje števila belih krvničk). Zato so postavili domnevo, da bi vinblastin lahko bil učinkovit pri rakih belih krvničk, kot so na primer limfomi.

## Farmakologija
Vinblastin uvrščamo med t. i. alkaloide rožnatega zimzelena (alkaloide vinka) in je kemični analog vinkristina. Veže se na tubulin in tako zavira nastanek mikrotubulov in kinetohorov. Mikrotubuli so sestavni del delitvenega vretena, zato z zaviranjem njegovega nastanka vinblastin specifično deluje v fazi M celičnega cikla (faza mitoze). Neželeni učinki so predvsem zaviranje delovanja kostnega mozga, poškodba sluznice prebavil, jedko delovanje (tvorba mehurjev) ter pri ekstravaziji (vbrizganje zunaj vene v tkivo) tvorba globokih razjed.